# 제1대 웰즐리 후작 리처드 웰즐리

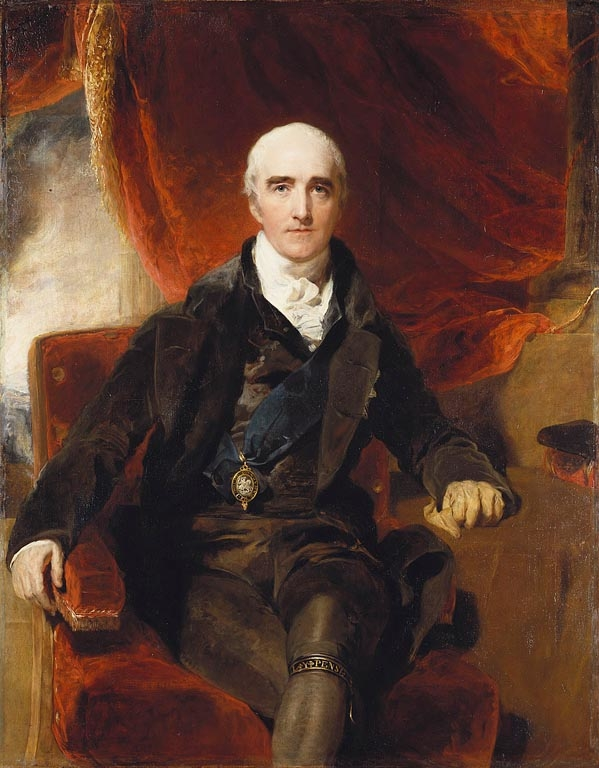
웰즐리 후작

제1대 웰즐리 후작 리처드 콜리 웰즐리(Richard Colley Wellesley, 1st Marquess Wellesley)는 앵글로아일랜드인 정치인이자 식민 행정관이다. 그는 1781년까지 웰즐리 자작(Viscount Wellesley)으로 불렸고, 그 후 부친 모닝턴 백작의 뒤를 이어 제2대 백작이 되었다. 1799년에는 웰즐리 후작이라는 아일랜드의 귀족 작위를 받았다. 또한 그는 그레이트브리튼의 귀족 작위 웰슬리 경(Lord Wellesley)이기도 했다.
리처드 웰즐리는 1798년부터 1805년까지 다섯 번째 벵골 총독으로 처음 이름을 알렸다. 이후 영국 내각에서 외무장관을 역임하고 아일랜드 총독으로 재직했다. 1799년 그의 군대는 마이소르를 침공하여 마이소르의 술탄 티푸를 대규모 전투에서 물리쳤다. 또한 제2차 영국-마라타 전쟁도 시작했다.
웰즐리는 아일랜드 귀족인 제1대 모닝턴 백작 개럿 웰즐리와 제1대 던개넌 자작 아서 힐트레버의 장녀 앤(Anne)의 장남이다. 그의 남동생은 육군원수 제1대 웰링턴 공작 아서 웰즐리이다.
| 전임 개럿 웰즐리 | 아일랜드의 모닝턴 백작 1781년 - 1842년 | 후임 윌리엄 웰즐리 |